# جانينا هارتفيغ
جانينا هارتفيغ (بالألمانية: Janina Hartwig)‏ هي ممثلة ألمانية، ولدت في 8 يونيو 1961 ببرلين في ألمانيا. من الجوائز التي نالتها الجائزة الوطنية لجمهورية ألمانيا الديمقراطية.

## جوائز
- الجائزة الوطنية لجمهورية ألمانيا الديمقراطية

## وصلات خارجية
- جانينا هارتفيغ على موقع IMDb (الإنجليزية)
- جانينا هارتفيغ على موقع مونزينجر (الألمانية)
- جانينا هارتفيغ على موقع ألو سيني (الفرنسية)
- جانينا هارتفيغ على موقع قاعدة بيانات الفيلم (الإنجليزية)
- جانينا هارتفيغ على موقع كينوبويسك (الروسية)